# Eretmocerus aleyrodiphagus
Eretmocerus aleyrodiphagus är en stekelart som först beskrevs av Jean Risbec 1951.  Eretmocerus aleyrodiphagus ingår i släktet Eretmocerus och familjen växtlussteklar. Inga underarter finns listade i Catalogue of Life.